# ジョーンズ郡 (ノースカロライナ州)
ジョーンズ郡（ジョーンズぐん、英: Jones County）は、アメリカ合衆国ノースカロライナ州の南部に位置する郡である。2010年国勢調査での人口は10,153人であり、2000年の10,381人から2.2%減少した。郡庁所在地はトレントン町（人口287人）であり、同郡で人口最大の町はメイズビル町（人口1,019人）である。
ジョーンズ郡はニューバーン都市圏に属している。

## 歴史
ジョーンズ郡は1779年にクレイブン郡の南西部が分離して設立された。郡名はアメリカ独立戦争時の指導者であり、ノースカロライナ安全委員会の議長を務めたウィリー・ジョーンズに因んで名付けられた。ジョーンズは後にアメリカ合衆国憲法をノースカロライナ州が批准する際に、主要な反対者となった。またプランテーションと奴隷の所有者でもあった。クレイブン郡から分離した直後の領域は豚の頭の形に似ていたので、その農業が支配的な郡の象徴だと考える者もいた。南北戦争後、農奴や土地の所有者の精神に影響を与えた伝説のS・リッグスの指導下に、郡政府が改革された。郡の花はタンポポであり、郡の鳥はノスリが指定されている。

## 郡政府
ジョーンズ郡は地域の東部カロライナ自治体委員会のメンバーである。郡政府は地理上の区分で構成される消防団（無給）に消防活動を全て頼っている。警察組織はポロックスビル警察署長、メイズビル警察署長および選挙で選ばれる保安官がおり、これに25人未満の警官がついて、法の執行、拘置、緊急通信を担当している。郡政府はボランティアの活動に依存するところが大きい。救急サービスはトレントン町から派遣される常勤救急医療部隊の他は、郡内の地理的に散開した救急医療ボランティア隊員に依存し、これが救急医療を補助している。救急搬送車は隣接郡の救急医療サービスに委託するか、民間企業に委託している。動物管理部隊はいない。郡拘置施設は21床の施設が郡庁舎の地下にあり、監督官は緊急通信隊員も兼ねている。囚人の食事は免許のあるレストランとの契約で供給されている。

## 地理
アメリカ合衆国国勢調査局に拠れば、郡域全面積は473平方マイル (1,225.1 km2)であり、このうち陸地472平方マイル (1,222.5 km2)、水域は1平方マイル (2.6 km2)で水域率は0.30%である。

### 郡区
ジョーンズ郡は7つの郡区に分割され、それぞれに番号と名前が付けられている。第1郡区がホワイトオーク、第2郡区がポロックビル、第3郡区がトレントン、第4郡区がサイプレスクリーク、第5郡区がタッカホー、第6郡区がチンクァピン、第7郡区がビーバークリークである。

### 隣接する郡
- クレイブン郡 - 北東
- カータレット郡 - 南東
- オンスロー郡 - 南
- デュプリン郡 - 西
- レノア郡 - 北西

### 国立保護地域
- クロアタン国立の森（部分）

## 人口動態
以下は2000年の国勢調査による人口統計データである。
| 基礎データ - 人口: 10,381人 - 世帯数: 4,061 世帯 - 家族数: 2,936 家族 - 人口密度: 8人/km2（22人/mi2） - 住居数: 4,679軒 - 住居密度: 4軒/km2（10軒/mi2） 人種別人口構成 - 白人: 60.97% - アフリカン・アメリカン: 35.87% - ネイティブ・アメリカン: 0.36% - アジア人: 0.15% - 太平洋諸島系: 0.04% - その他の人種: 1.70% - 混血: 0.92% - ヒスパニック・ラテン系: 2.72% | 年齢別人口構成 - 18歳未満: 25.7% - 18-24歳: 6.8% - 25-44歳: 26.9% - 45-64歳: 25.2% - 65歳以上: 15.4% - 年齢の中央値: 39歳 - 性比（女性100人あたり男性の人口） - 総人口: 93.0 - 18歳以上: 89.9 世帯と家族（対世帯数） - 18歳未満の子供がいる: 31.7% - 結婚・同居している夫婦: 52.2% - 未婚・離婚・死別女性が世帯主: 15.2% - 非家族世帯: 27.7% - 単身世帯: 24.5% - 65歳以上の老人1人暮らし: 11.4% - 平均構成人数 - 世帯: 2.53人 - 家族: 2.99人 | 収入と家計 - 収入の中央値 - 世帯: 30,882米ドル - 家族: 35,180米ドル - 性別 - 男性: 28,662米ドル - 女性: 19,536米ドル - 人口1人あたり収入: 15,916米ドル - 貧困線以下 - 対人口: 16.9% - 対家族数: 14.2% - 18歳未満: 22.3% - 65歳以上: 16.7% |

## 都市と町

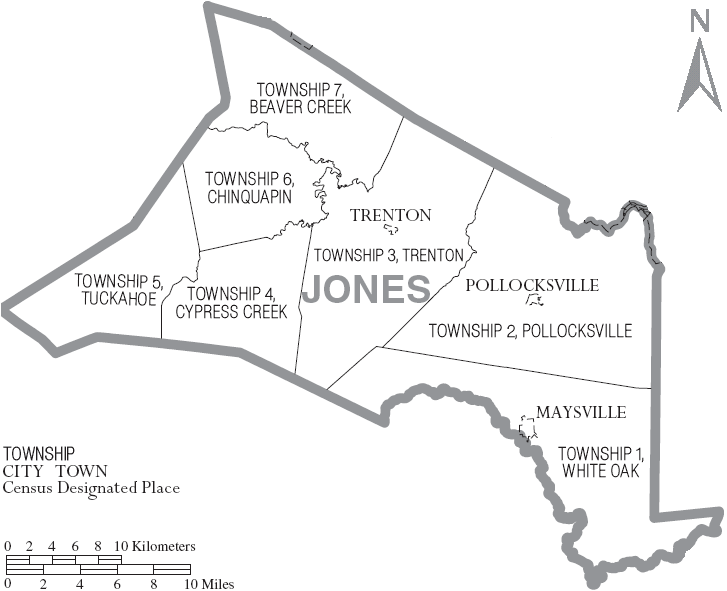
ジョーンズ郡の自治体と郡区

- メイズビル
- ポロックスビル
- トレントン - 郡庁所在地